# Markus Fräger
Markus Fräger (* 7. November 1959 in Hamm; † 17. August 2020 in Köln) war ein deutscher Maler und Musiker.

## Leben
Bereits in seiner Jugend beschäftigte sich Markus Fräger mit der Malerei. In den späten 1970er Jahren sang er in der aus Unna stammenden Rock’n’Roll-Band The California Wheelstand Kings. 1979 folgte ein Studium an der Hochschule für Bildende Künste Braunschweig. In einer WG lebend gründete er dort 1980 mit seinem Bruder Luitger Fräger und einigen Musikern aus Dortmund die Rockabilly-Formation Alley Cats. Außerdem absolvierte er bis 1986 ein Studium der Kunstgeschichte und Archäologie an der Westfälischen Wilhelms-Universität Münster.
Nach der Umbenennung der Alley Cats in The Ace Cats erhielt die Gruppe, in der Fräger den Leadgesang übernahm und Akkordeon spielte, einen Plattenvertrag und veröffentlichte bis 1986 diverse Singles und drei Alben. Besonders erfolgreich war das Lied Linda, das 1984 die deutschen Top 20 erreichte und den ersten Platz in der ZDF-Hitparade belegte. Fräger entwarf auch das Cover des zugehörigen Albums Katzen tanzen durch die Nacht. Außerdem war er für die Gestaltung des Covers zum 1986er Album Strahlemann der Band Herne 3 verantwortlich.
Nachdem Fräger die Ace Cats 1986 verlassen hatte, wandte er sich wieder hauptsächlich der Malerei zu und arbeitete als Bühnenbildner für das Theater Koblenz. Mit der New Yorker Künstlerin Colette inszenierte er einige avantgardistische Popprojekte. Unter dem Künstlernamen Kreisler realisierte Fräger 1990 ein Synthiepop-Projekt, das Elemente aus Rockabilly und Pop verband, und veröffentlichte das Album Hooked on Love. Die gleichnamige Single ermöglichte ihm einen Auftritt in der ZDF-Hitparade. Das Lied So Bizarre stieg im April des Jahres in die deutschen Airplaycharts und erreichte Rang 68.
Bereits in jungen Jahren begann Markus Fräger sich mit dem Medium der Malerei auseinanderzusetzen. Sein Vater, der Grafiker und Bildhauer Wolfgang Fräger, führte ihn in die zeichnerischen Grundlagen ein und vermittelte ihm erste Grundkenntnisse in perspektivischer Raumbehandlung und Anatomie. Seine Gemälde lassen sich stilistisch in der Kunstrichtung der Figuration verorten. Der Film noir und die Malerei des Barock übten einen großen Einfluss auf seine künstlerische Entwicklung aus. Ein prononciertes malerisches Chiaroscuro, wie in der barocken Malerei, etwa von Caravaggio und Peter Paul Rubens, charakterisieren die Erscheinung seiner Kompositionen. Diese werden häufig durch kontrastierende Farbakzente aufgelockert. Markus Fräger bedient sich in seinen Gemälden filmischer Zitate und stilisierter Elemente aus Barockgemälden. Zu den Filmen, die ihm Vorbild standen, zählen unter anderem Werke, wie State of Grace, die Filme der Coen-Brüder, das Hard Boiled – Genre und die Lichtführung bei David Lynch. Ähnlich einem Regisseur, setzt auch Markus Fräger seine Motive in Szene. In seinem Atelier stellt er mit Schauspielern die zu malende Bildhandlung nach. Zudem fotografiert er Filmszenen, die er auf seinem Computer und Fernseher sieht und setzt diese anschließend zu neuen Bildzitaten zusammen. Der fotografischen Vorbereitung folgt die malerische Umsetzung, die aus mehreren Ebenen besteht: Die grundierte, unbemalte Leinwand wird im ersten Schritt dazu verwendet, die benutzten Pinsel zu säubern, die auf der Oberfläche abgestrichen werden. Anschließend erfolgt eine erneute Übermalung. So entsteht eine collagierte Ästhetik die an die Technik der Décollage der 60er Jahre erinnert.
1993 verlieh ihm die Arbeitsgemeinschaft Bildender Künste am Mittelrhein den Hans Sprung-Förderpreis. Bis heute gibt es Ausstellungen seiner Werke in vielen Galerien, darunter die Bloxham Galleries London (2001), die Galerie Gordon Pym & Fils Paris (2005), die Galerie Friedmann-Hahn Berlin (2015) sowie viele andere im deutschsprachigen Raum. Fräger lebte und arbeitete zuletzt in Köln.
Fräger starb 2020 im Alter von 60 Jahren. Seine Grabstätte befindet sich auf dem Kölner Melaten-Friedhof.

## Einzelausstellungen (Auswahl)
- 2006: Stadtmuseum Bergkamen, Bergkamen
- 2009: Museum Kolvenburg, Billerbeck
- 2010: Stadtmuseum Borken, Borken
- 2012: Galerie Friedmann-Hahn, Berlin
- 2013: Kunstverein Hamm, Hamm
- 2015: Galerie Robert Drees, Hannover
- 2015: Galerie Friedmann-Hahn, Berlin
- 2015: Niederrheinischer Kunstverein, Wesel
- 2016: Kunstverein Münsterland, Coesfeld
- 2017: Galerie Clairfontaine, Luxemburg
- 2017: Galerie Friedmann-Hahn, Berlin
- 2018: Galerie Biesenbach, Köln
- 2018: Kunstverein Unna, Unna
- 2019: Galerie Friedmann-Hahn, Berlin
- 2023: Museum Schloss Cappenberg, Selm, Kreis Unna

## Werke in Museen und öffentlichen Sammlungen (Auswahl)
- Landesbank Baden-Württemberg, Stuttgart
- Mittelrhein-Museum, Koblenz
- Museum am Dom, Würzburg
- Neumünster, Würzburg
- Museum Burg Miltenberg, Miltenberg
- Vatikanische Museen, Vatikanstadt

## Diskografie

### Album
- 1990: Hooked on Love (Ariola)

### Singles
- 1990: Hooked on Love
- 1990: So Bizarre
- 1991: Disconnected
- 1992: Sorrow’s Just a State of Mind

* Alle angegebenen Tonträger erschienen unter dem Pseudonym Kreisler.